# Shan Xiaona
Shan Xiaona, född den 18 januari 1983 i Anshan, Kina är en tysk bordtennisspelare.

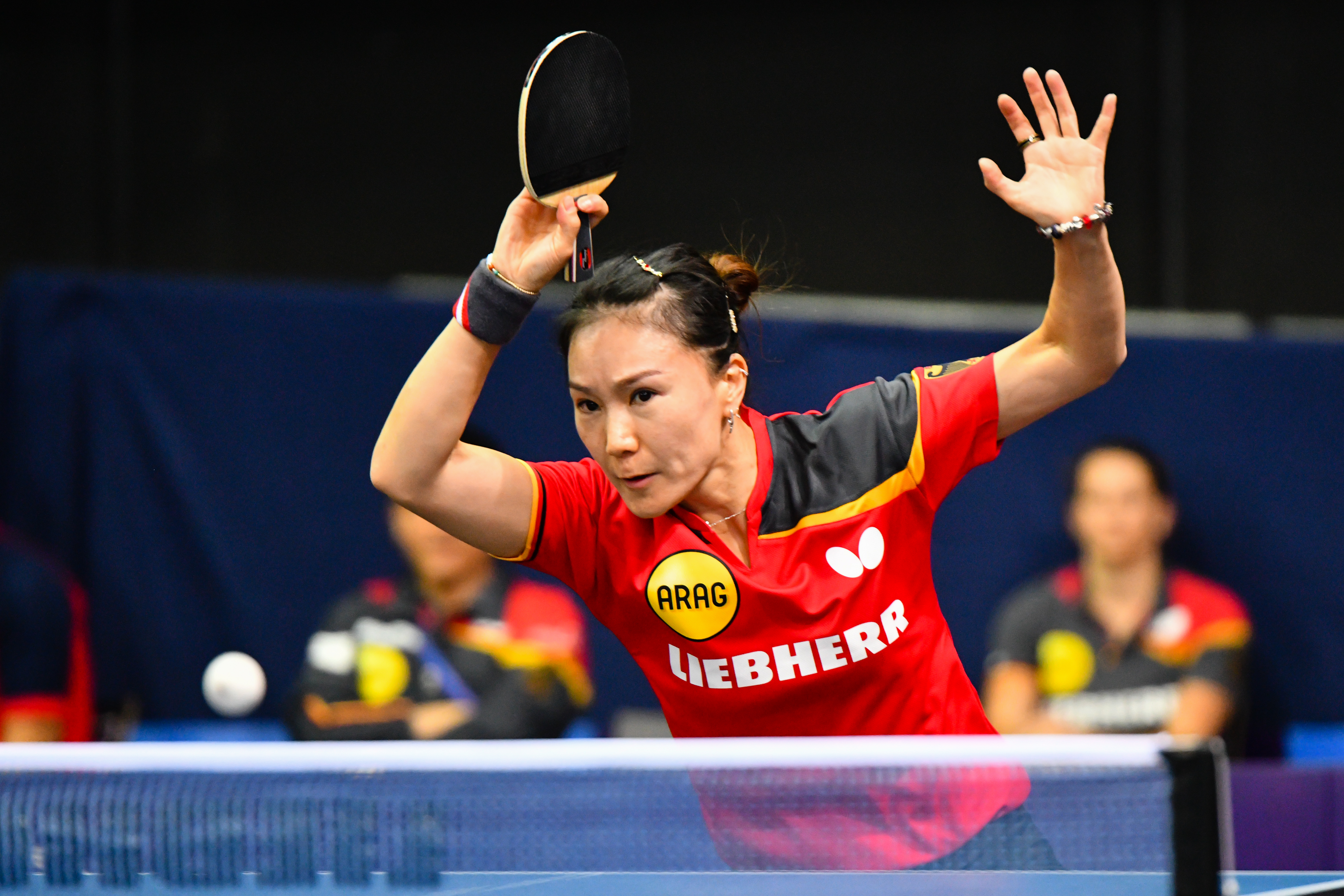
Shan Xiaona

Hon tog OS-silver i damlag i samband med de olympiska bordtennisturneringarna 2016 i Rio de Janeiro..